# Cathédrale Saint-Georges du Cap
Cette  cathédrale n’est pas la seule cathédrale Saint-Georges.
La cathédrale Saint-Georges (en anglais : Saint George's cathedral, en afrikaans : Sint George katedraal) est un sanctuaire anglican de la ville du Cap, l'une des principales villes de la République d'Afrique du Sud. Dessinée par l'architecte Herbert Baker, cet édifice néo-gothique est le résultat de plusieurs campagnes de travaux qui se sont étalées de 1901 à 1978.
Située au 5, Wale Street (Waalstraat), elle est l'église-mère de l'archidiocèse anglican du Cap.
Surnommée « la cathédrale du peuple », elle fut l'un des foyers de résistance contre la politique d'apartheid.

## Histoire

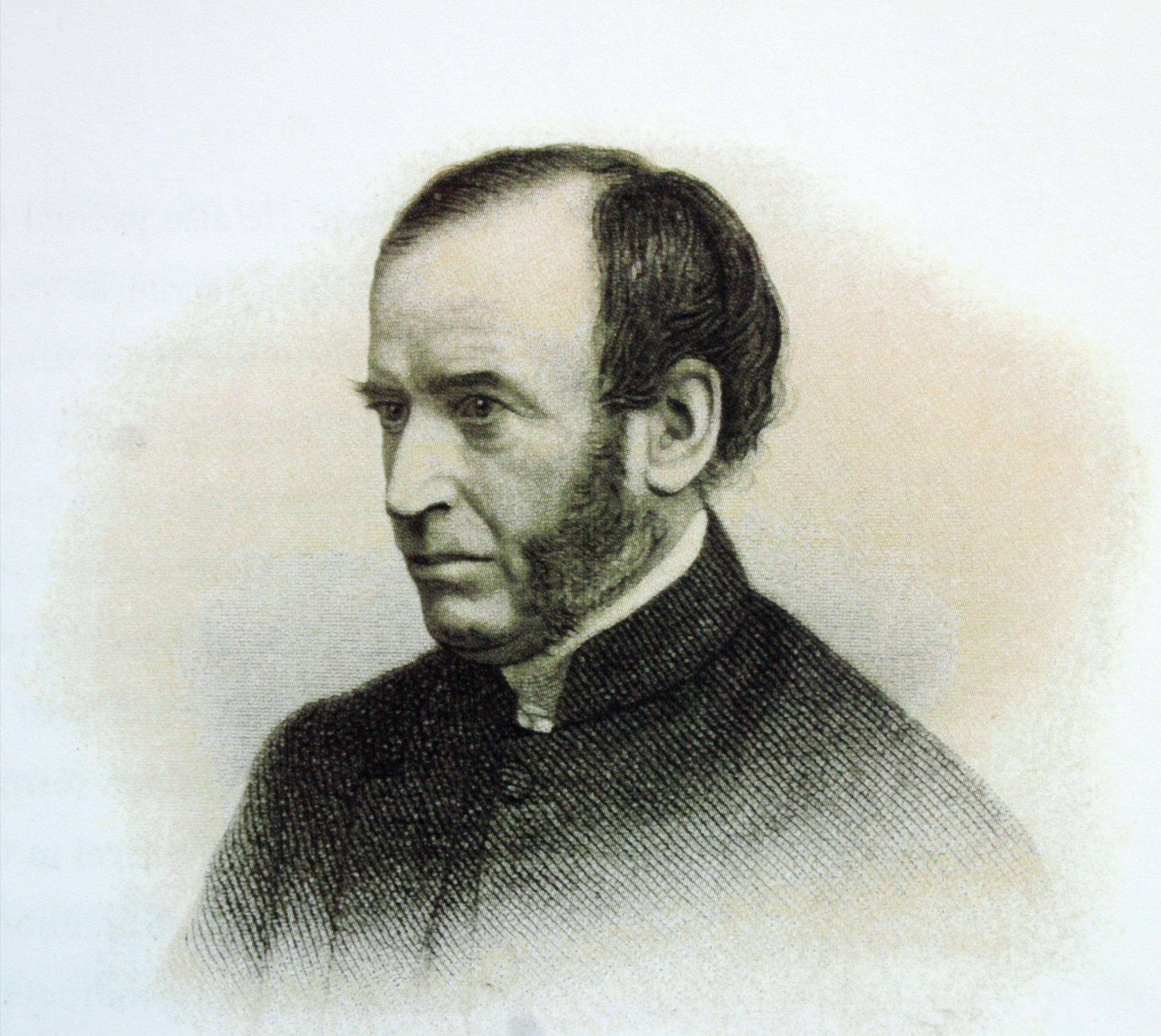
Robert Gray, premier évêque anglican du Cap

Au début du XIXe siècle, alors que de plus en plus de britanniques choisissent de venir s'établir dans la colonie du Cap, celle-ci ne compte encore aucun lieu de culte anglican. Dans l'attente de la création d'une paroisse qui leur soit propre, les offices sont célébrés dans la « Groote kerk » (en afrikaans : grande église), principalement dévolue au culte de l'église réformée hollandaise.
La construction de la première église anglicane de la colonie débute au mois d'octobre 1827, après une cérémonie conduite par l'évêque de Calcutta. Après sept ans de travaux, l'église Saint-Georges est consacrée et ouverte au culte le 21 décembre 1834.
Le 25 juin 1847 est créé le diocèse anglican du Cap, l'église Saint-Georges se voyant ainsi accorder tout naturellement le titre de cathédrale. Quelques mois après sa désignation, l'évêque Robert Gray vient prendre possession de son diocèse. Il ne lui faut guère de temps pour constater l’exigüité du sanctuaire et pour envisager l'érection d'une cathédrale plus apte à accueillir un nombre croissant de fidèles. Freiné par des considérations financières, il n'a pas le temps de réaliser son rêve et meurt le 1er septembre 1872.
Son successeur, l'évêque William West Jones, reprend l'idée à son compte. En 1887, le synode diocésain entame une collecte de fonds auprès des fidèles en vue de la construction du nouveau sanctuaire. Cependant, le projet est considérablement freiné par les tensions politiques entre britanniques d'une part et boers d'autre part. Le déclenchement d'une seconde guerre des Boers en 1899 ralentit encore la mise en œuvre du projet. Cette même année, le diocèse du Cap devient archidiocèse.
On confie le soin de dessiner les plans de la nouvelle cathédrale à l'architecte Herbert Baker, placé à la tête d'un « comité pour la construction de la nouvelle cathédrale ».
Ce dernier opte pour un sanctuaire néo-gothique dont on pose symboliquement la première pierre le 22 août 1901, en présence du duc de Cornouailles et d'York, futur roi George V. Cependant, les hostilités n'étant pas achevées, le chantier est de nouveau suspendu jusqu'en 1904. Deux ans plus tard, la crypte est la première partie de la cathédrale à être achevée. Une messe d'action de grâce y est célébrée le 13 novembre 1906 en présence de Walter Hely-Hutchinson, gouverneur de la colonie du Cap, et de Lord Selbourne, haut-commissaire en Afrique du Sud.
L'archevêque William West Jones, malade, quitte l'Afrique du Sud pour l'Angleterre en mars 1908, où il meurt deux mois plus tard.
Les travaux sont de nouveau interrompus par le déclenchement de la Première Guerre mondiale et ne reprennent qu'en 1930. Six ans plus tard, le transept est achevé. Le chantier se poursuit jusqu'en 1978, date de l'érection du clocher.

## Architecture
La cathédrale dessinée par Herbert Baker est un édifice de conception essentiellement néogothique.
Le chœur en est la partie la plus ancienne. Composé de quatre travées droites et d'un rond-point, il s'inscrit dans une abside sans déambulatoire. Les éléments les plus remarquables en sont le maître-autel en marbre noir, au-dessus duquel est suspendu un crucifix dessiné par Francis Howard. À droite du maître-autel se trouve la cathèdre de l'évêque, ornée du blason du premier évêque du diocèse, Robert Gray. L'élévation du rond-point du chœur est à trois niveaux : on y distingue des arcatures aveugles, un mur plein et cinq baies ogivales ornées de vitraux réalisés par les maîtres-verriers Christopher Whall et Karl Parsons.

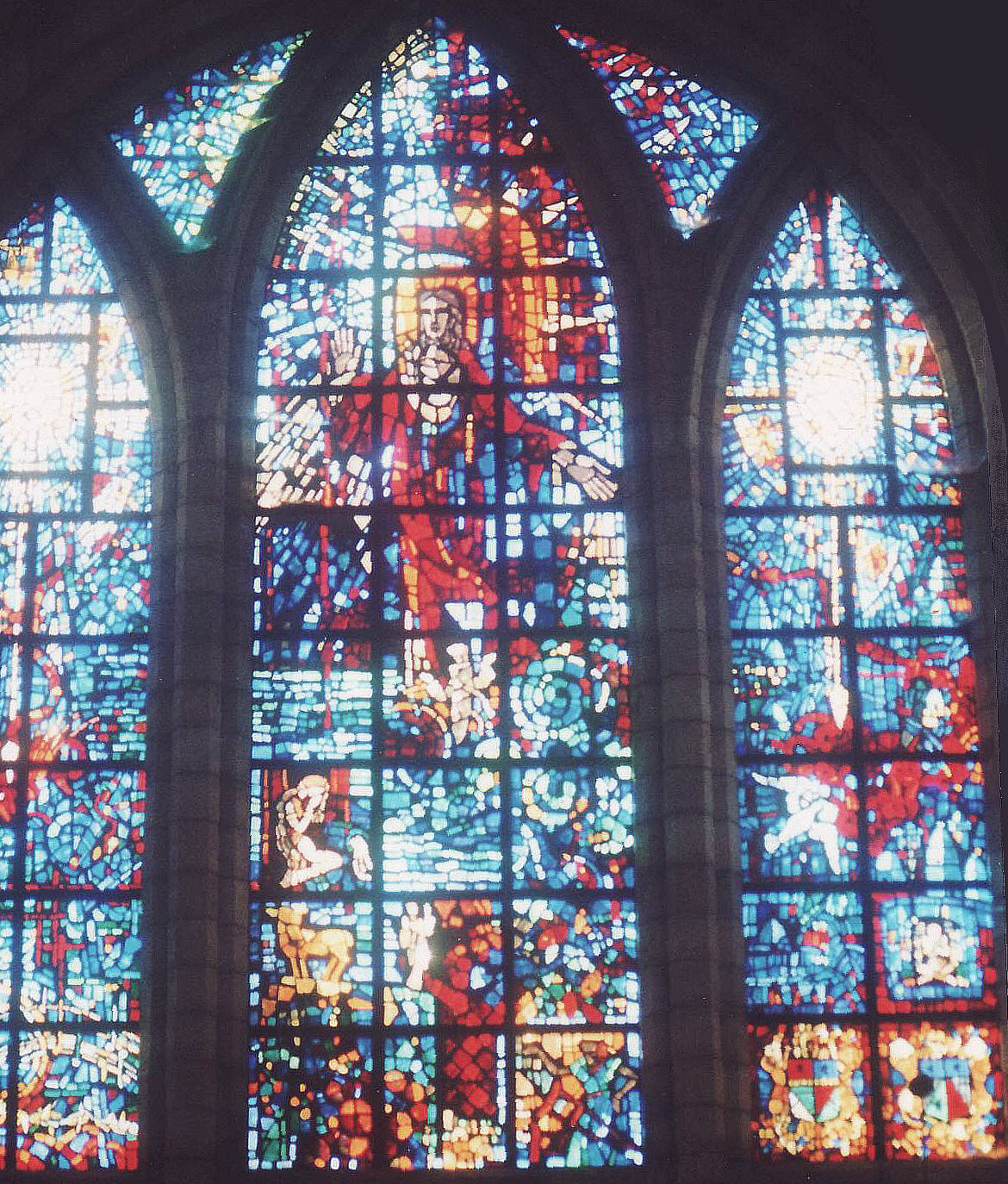
Le vitrail de la façade, réalisé par Gabriel Loire, représente le Christ triomphant des ténèbres et du mal

De part et d'autre du maître-autel, une série d'arcades ouvre sur deux chapelles latérales dédiées respectivement à Saint-Jean et à Saint-David. La première accueille un gisant en bronze chargé de perpétuer la mémoire de l'archevêque William West Jones, prélat qui conduisit les travaux de la cathédrale jusqu'à sa mort en 1908. Derrière le principal autel de la chapelle, notons un tableau représentant « l'adoration des mages » par Henry Duke. La seconde, plus modeste, sert de mémorial pour les victimes des deux guerres civiles sud-africaines. Les étendards de plusieurs régiments (1er, 5e, 12e, régiment d'infanterie d'Afrique du Sud notamment) y ont été déposés.
Le transept a été réalisé plus tardivement, entre 1930 et 1936. Le croisillon nord est éclairé par une large baie à remplage rayonnant. Haute de neuf mètres et large de sept mètres, elle est considérée comme étant la plus grande de l'hémisphère sud. Les vitraux représentent plusieurs saints ainsi que des personnages importants de l'église anglicane en Afrique : ainsi de Charles Frederick, l'un des premiers missionnaires anglicans, nommé ultérieurement évêque du Zambèze, ou de Bernard Mizeki, considéré par l'église anglicane comme son premier martyr en terre d'Afrique. Le croisillon nord accueille une statue de « la madone africaine » par Léon Underwood. Sculptée dans du bois de Gaïac, elle fut réalisée en 1934.
Le croisillon sud abrite une grande rose rayonnante, les grandes-orgues et le mémorial du roi George VI.
La nef, de quatre travées, est doublée de bas-côtés. Si ces derniers accueillent des croisées d'ogives, le vaisseau principal est voûté en berceau brisé. Doublant le bas-côté occidental, la chapelle de la Vierge fut achevée en 1969. Elle est éclairée par un simple oculus dont le vitrail prend pour thème la « Mater Dolorosa ».
La façade est percée d'une baie ogivale ornée d'un vitrail réalisé par le maître-verrier français Gabriel Loire en mémoire de Louis Mountbatten. Il représente le « Christ triomphant des ténèbres et du mal »
À l'extérieur, le clocher octogonal fut construit en 1978. Percé d'une série de baies géminées, il abrite dix cloches : la plus petite, baptisée « Joie » pèse 267 kilos, tandis que la plus grande, « Bonne-Espérance », est un bourdon de 1270 kilos.